# Luissier Bordeau Chesnel
Pour les articles homonymes, voir Chesnel.
Luissier Bordeau Chesnel est une entreprise agroalimentaire française transformatrice de produits carnés. Elle fabrique des rillettes de porc, poulet, oie et canard sous sa marque Bordeau Chesnel. Elle est née de l'association des sociétés Luissier et Bordeau Chesnel en 1973. Sous le sigle LBC, c'est, à 100%, une filiale du groupe agroalimentaire français Soparind Bongrain devenu le Groupe Savencia en 2015.

## Histoire
En 1922, Jules Bordeau et Anna Marie-Louise Chesnel ouvrent une entreprise industrielle et commerciale de charcuterie en gros à Yvré-l'Évêque, sur la ligne de chemin de fer Paris-Brest, pour distribuer leurs produits aux mécaniciens et aux voyageurs de la ligne. Le couple a une idée pour développer son commerce et faciliter le transport de ses rillettes : remplacer le pot en grès par un pot paraffiné utilisé alors pour le miel, incassable et léger.
À partir des années 1950, Bordeau Chesnel se transforme en société anonyme et s'implante sur les étals de la grande distribution. En 1973, l'entreprise s'associe à la société Luissier, fabricant de rillettes au Mans depuis la fin du XIXe siècle.
En 1986, Luissier Bordeau Chesnel est la première entreprise à se lancer dans la communication télévisée pour une marque de rillettes. Le personnage de l'huissier est un clin d'œil aux origines de l'entreprise, et le slogan « Nous n'avons pas les mêmes valeurs » lancé à cette occasion, est toujours d'actualité. 
En 2014, Luissier Bordeau Chesnel est le chef de file du marché des rillettes en France, avec plus de 20 millions de pots vendus chaque année.